# Manchester United Football Club 1983-1984
Questa voce raccoglie le informazioni riguardanti il Manchester United Football Club nelle competizioni ufficiali della stagione 1983-1984.

## Stagione
In apertura di stagione il Manchester United affrontò il Liverpool nel Charity Shield, battendolo grazie a una doppietta del capitano Bryan Robson. I Red Devils si accreditarono come principali concorrenti dei Reds anche nella lotta per il titolo ma, pur ritrovandosi in testa a dieci giornate dalla conclusione, accusarono un calo nel finale che diede il via libera agli avversari: fra le cause del declino, vennero citati anche gli infortuni di alcuni giocatori chiave, fra cui lo stesso capitano Robson. Superato nelle giornate conclusive anche dal Southampton e dal Nottingham Forest, il Manchester United concluse il campionato in quarta posizione, mantenendo il posto in zona UEFA.
Nelle coppe nazionali, la squadra venne eliminata da squadre militanti in delle categorie inferiori: in particolare, i Red Devils detentori della FA Cup si fecero battere al primo turno dal Bournemouth allora giacente nelle posizioni basse della terza divisione. In Coppa delle Coppe i mancuniani giunsero alle semifinali distinguendosi per l'eliminazione ai quarti del Barcellona che, pur avendo vinto al Camp Nou per 2-0 all'andata, subì una rimonta di tre reti all'Old Trafford con una doppietta del capitano Robson. Opposti in semifinale alla Juventus, i Red Devils mantennero l'incontro in equilibrio fino allo scadere della gara di ritorno, quando una rete di Paolo Rossi impedì loro l'accesso in finale.

## Maglie
Lo sponsor tecnico per la stagione 1983-1984 è Adidas, mentre lo sponsor ufficiale è Sharp Electronics.
| Casa | Trasferta |  |

## Rosa
| N. |                        | Ruolo | Calciatore        |
| -- | ---------------------- | ----- | ----------------- |
|    | Inghilterra (bandiera) | P     | Gary Bailey       |
|    | Inghilterra (bandiera) | P     | Jeff Wealands     |
|    | Scozia (bandiera)      | D     | Arthur Albiston   |
|    | Galles (bandiera)      | D     | Clayton Blackmore |
|    | Inghilterra (bandiera) | D     | Mike Duxbury      |
|    | Inghilterra (bandiera) | D     | John Gidman       |
|    | Scozia (bandiera)      | D     | Graeme Hogg       |
|    | Irlanda (bandiera)     | D     | Paul McGrath      |
|    | Scozia (bandiera)      | D     | Gordon McQueen    |
|    | Irlanda (bandiera)     | D     | Kevin Moran       |
|    | Galles (bandiera)      | C     | Alan Davies       |

| N. |                             | Ruolo | Calciatore       |
| -- | --------------------------- | ----- | ---------------- |
|    | Inghilterra (bandiera)      | C     | Mark Dempsey     |
|    | Scozia (bandiera)           | C     | Arthur Graham    |
|    | Scozia (bandiera)           | C     | Lou Macari       |
|    | Inghilterra (bandiera)      | C     | Remi Moses       |
|    | Paesi Bassi (bandiera)      | C     | Arnold Mühren    |
|    | Inghilterra (bandiera)      | C     | Bryan Robson     |
|    | Inghilterra (bandiera)      | C     | Ray Wilkins      |
|    | Inghilterra (bandiera)      | A     | Garth Crooks     |
|    | Galles (bandiera)           | A     | Mark Hughes      |
|    | Irlanda (bandiera)          | A     | Frank Stapleton  |
|    | Irlanda del Nord (bandiera) | A     | Norman Whiteside |

## Risultati

### FA Cup
| Arbitro: | Court |

|                         |           |  |
| Graham 60’ Thompson 62’ | Marcatori |  |

### Charity Shield
| Arbitro: | Robinson (Hampshire) |

|                 |           |  |
| Robson 23’, 62’ | Marcatori |  |

### Coppa delle Coppe
| Arbitro: | Prokop |

|                    |           |          |
| Wilkins 89’ (rig.) | Marcatori | 60’ Kříž |

| Arbitro: | Fahnler |

|                         |           |                          |
| Štambachr 11’ Daněk 83’ | Marcatori | 33’ Robson 79’ Stapleton |

| Arbitro: | Eschweiler |

|           |           |                      |
| Dimov 11’ | Marcatori | 9’ Robson 48’ Graham |

| Arbitro: | Eriksson |

|                   |           |  |
| Stapleton 1’, 31’ | Marcatori |  |

| Arbitro: | Vautrot |

|                          |           |  |
| Hogg 33’ (aut.) Rojo 89’ | Marcatori |  |

| Arbitro: | Casarin |

|                               |           |  |
| Robson 23’, 50’ Stapleton 53’ | Marcatori |  |

| Arbitro: | Keizer |

|            |           |                 |
| Davies 35’ | Marcatori | 14’ (aut.) Hogg |

| Arbitro: | Ponnet |

|                      |           |               |
| Boniek 13’ Rossi 90’ | Marcatori | 70’ Whiteside |